# 鄉澤站
鄉澤站 （日语：／ Gōsawa eki */?）是一由東日本旅客鐵道（JR東日本）所管理的鐵路車站，位於日本青森縣東津輕郡蓬田村。平日只提供九班普通列車服務，包括一班直通三廐站的班次。

## 車站構造
由開線起一直就以簡易車站模式運行，因此從來都沒有設有站舍，只有候車室。
開站時只有側式月台1個的簡易車站，月台以鋼架及木板所建成，候車室設於月台中央位置，月台出入口則位於末端向蓬田站方向。當時列車靠站時，下行為右側開門，上行為左側開門。
因應海崤線的興建，車站進行了改善工程，變成為相對式的側式月台2座，不設月台編號，有效長度為5輛，是其中一個交換車站，往蟹田方向的雙軌路段更一直延伸多約10輛的長度。開站初時為單軌路段，後來因興建津輕海峽線而加設了交換設施，因而令原有月台和候車室亦遭拆去。新一代的月台均以鐵架支撐水泥板所建成，每邊月台末端向青森方向各設置候車室一個，其中下行方向的候車室座落路面上，而上行的候車室則直接建在月台上。月台出入口均設於候車室一方，且只設有梯級上落。

### 月台配置
| 月台       | 路線    | 方向 | 目的地         |
| ---------- | ------- | ---- | -------------- |
| （入口側） | ■津輕線 | 上行 | 青森方向       |
| （對面側） | ■津輕線 | 下行 | 蟹田、三廄方向 |

## 歷史
- 1959年11月25日：開業。
- 1987年4月1日：國鐵分割民營化，車站改由JR東日本管轄。
- 2019年6月1日：隨著蟹田車站從直營站改為簡易委託站而不再設站長，本站改由青森車站管理。

## 相鄰車站
東日本旅客鐵道
■津輕線
蓬田－鄉澤－瀨邊地

## 外部連結
- 鄉澤站（JR東日本） （页面存档备份，存于）（日語）